# Guisval
Guisval is een Spaanse fabrikant van modelauto's.
Guisval is opgericht in 1962 en produceert modelauto's in de schalen 1:58, 1:29, 1:87, 1:22 en 1:18. Guisval is een van de weinige fabrikanten die nog steeds in Europa (in plaats van China) produceert.

## 1:58

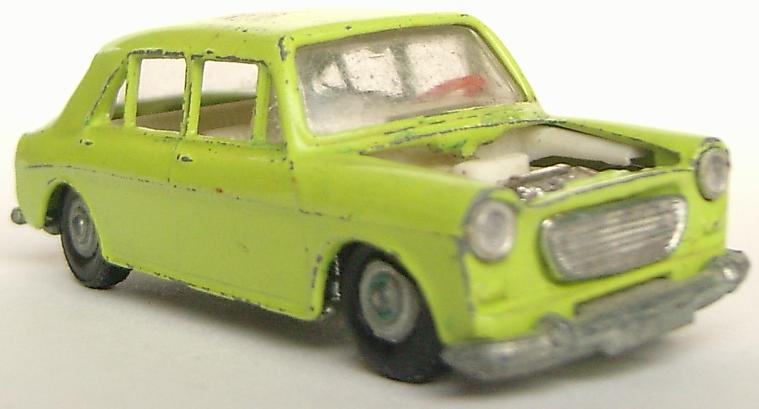
Morris 1100

Guisval produceert in de schaal 1:58 (3-inch) modelauto's. In de jaren zeventig begon men in deze schaal en deze modellen hadden vaak interessante details als een motorkap die open kon. In de jaren 80 werden de modellen iets simpeler.
Guisval heeft het de laatste jaren moeilijk. Concurrentie uit China noopt Guisval tot lagere prijzen en daardoor mindere kwaliteit. Ook de distributie is een groot probleem. Buiten Spanje is Guisval moeilijk te vinden. Ook komen er haast geen nieuwe modellen meer uit. Men probeert het te ondervangen door promotionals te produceren.

## 1:87

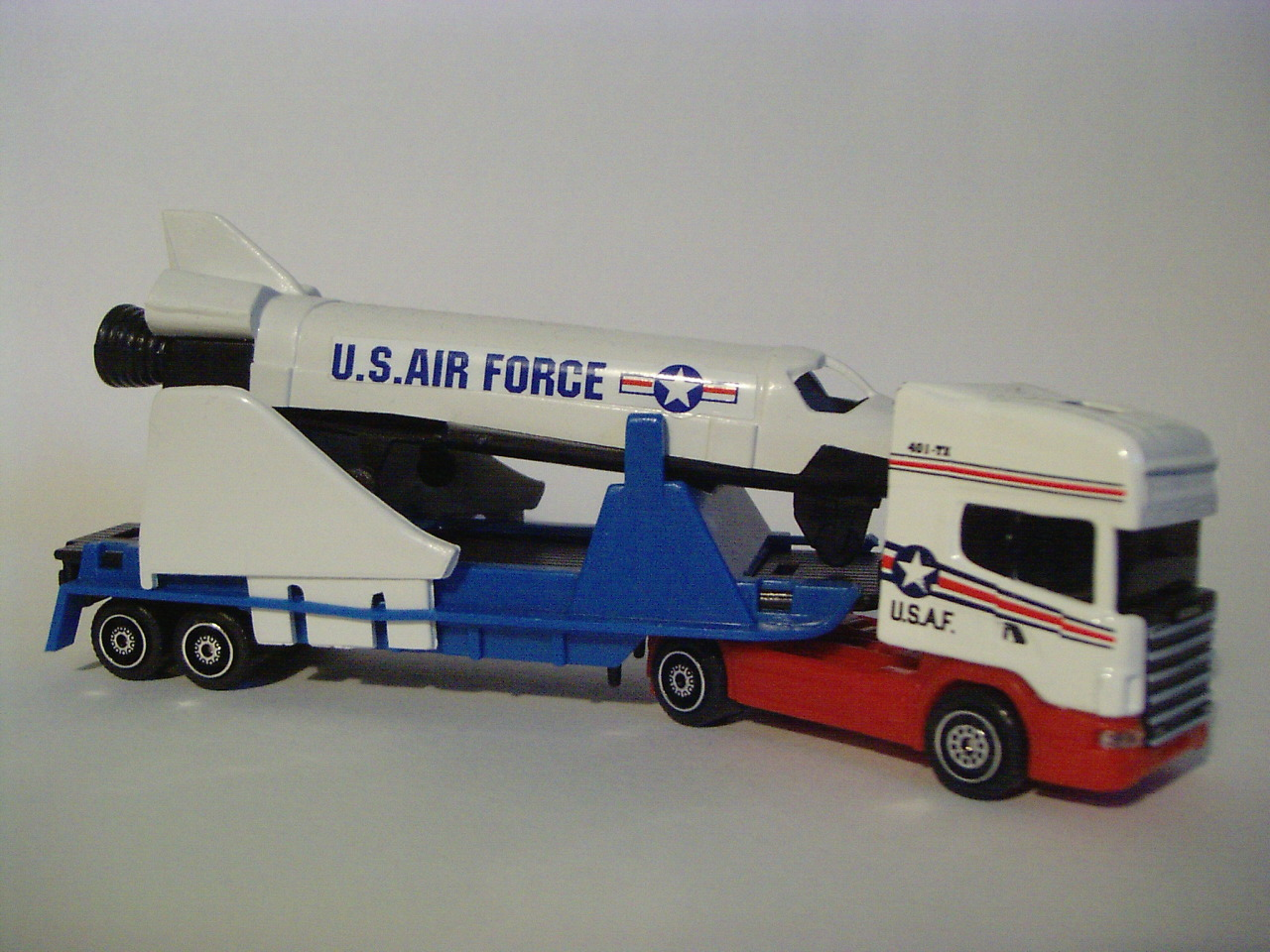
Scania 144 dieplader

In de schaal 1:87 worden trucks gemaakt. Er zijn maar 2 modellen, beide van Scania. Deze worden gebruikt als promotional en als gewone speelgoedauto's. Ook in deze sector kan Guisval maar moeilijk opboksen tegen de concurrentie uit China.